# Kingsville, Victoria
Kingsville är en ort i Australien. Den ligger i kommunen Maribyrnong och delstaten Victoria, nära delstatshuvudstaden Melbourne. Antalet invånare är 3 509.
Närmaste större samhälle är Melbourne, nära Kingsville. 